# Alexandra Igorewna Boikowa
Alexandra Igorewna Boikowa (russisch Александра Игоревна Бойкова; englisch Aleksandra Boikova; * 20. Januar 2002 in Sankt Petersburg) ist eine russische Eiskunstläuferin, die zusammen mit Dmitri Koslowski im Paarlauf startet. Das Paar wurde 2020 Europameister im Paarlauf und gewann bei den Weltmeisterschaften 2021 die Bronzemedaille.

## Ergebnisse
Mit Dmitri Koslowski als Partner:
| Meisterschaft / Jahr           | 2017    | 2018    | 2019    | 2020    | 2021    | 2022    |
| ------------------------------ | ------- | ------- | ------- | ------- | ------- | ------- |
| Weltmeisterschaften            |         |         | 6.      |         | 3.      |         |
| Europameisterschaften          |         |         | 3.      | 1.      |         | 3.      |
| Russische Meisterschaften      | 6.      | 5.      | 3.      | 1.      | 2.      | 2.      |
| Grand-Prix-Wettbewerb / Saison | 2016/17 | 2017/18 | 2018/19 | 2019/20 | 2020/21 | 2021/22 |
| Grand-Prix-Finale              |         |         |         | 4.      |         |         |
| Cup of Russia                  |         |         |         | 1.      | 1.      |         |
| Internationaux de France       |         |         | 3.      |         |         | 1.      |
| Skate America                  |         |         |         |         |         | 3.      |
| Skate Canada                   |         |         | 4.      | 1.      |         |         |

Mit Dmitri Koslowski als Partner bei den Junioren:
| Meisterschaft / Jahr                  | 2017    | 2018    |
| ------------------------------------- | ------- | ------- |
| Weltmeisterschaften                   | 2.      |         |
| Russische Meisterschaften             | 1.      | 4.      |
| Junior Grand-Prix-Wettbewerb / Saison | 2016/17 | 2017/18 |
| Junior Grand-Prix-Finale              | 3       | 5.      |
| JGP Russland                          | 2.      |         |
| JGP Deutschland                       | 4.      |         |
| JGP Lettland                          |         | 2.      |
| JGP Kroatien                          |         | 3.      |